# Powelliopsis
Powelliopsis là một chi rêu trong họ Racopilaceae.